# Redoute Kotka
La redoute Kotka (finnois : Redutti Kotka) est une partie de la forteresse maritime de Ruotsinsalmi construite sur Kotkansaari à Kotka en Finlande.

## Présentation
La redoute bâtie dans les années 1790 est restaurée en 2001 et l'on y créé alors un jardin d'herbes aromatiques.

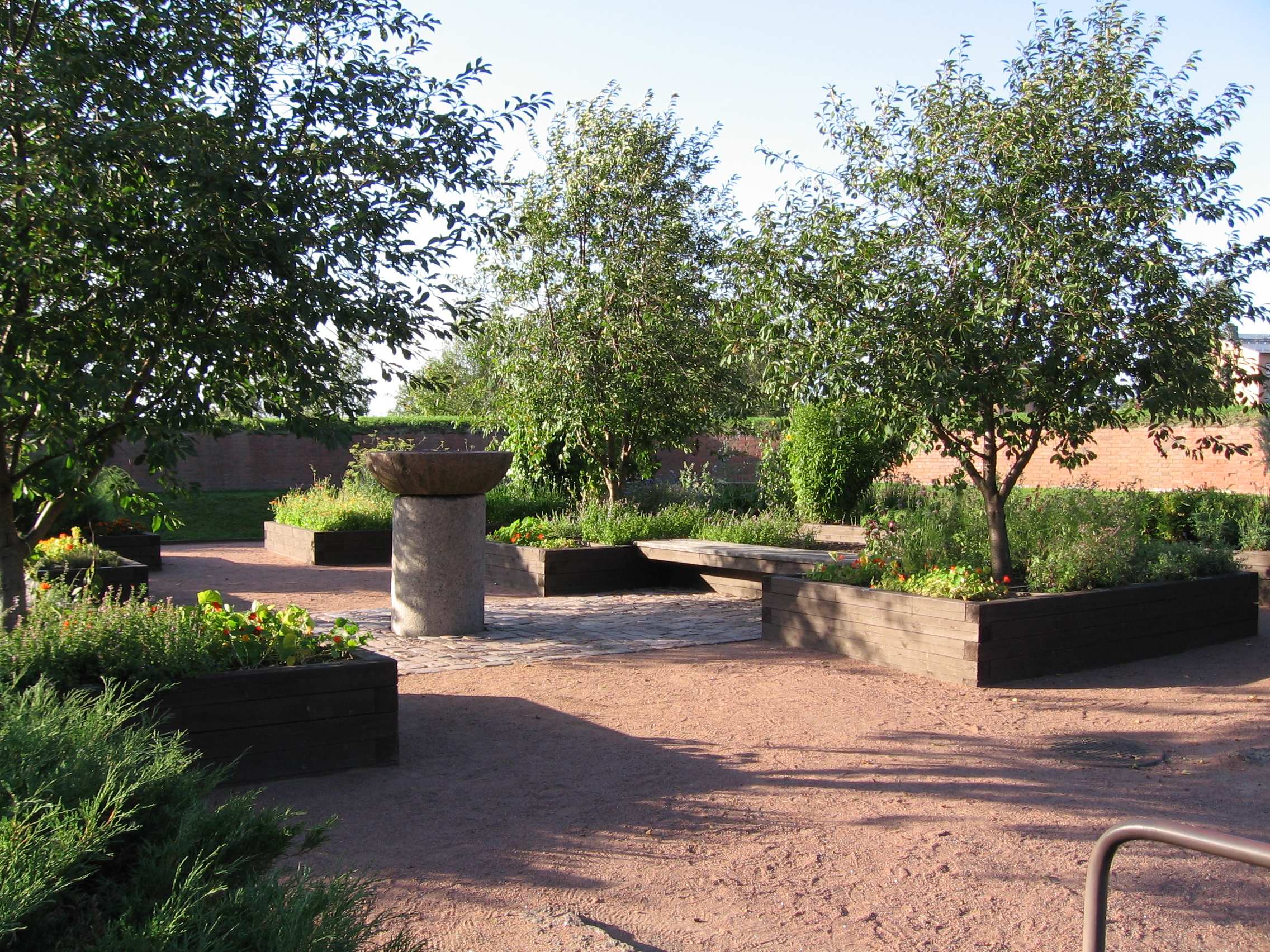
Vue du jardin d'herbes aromatiques.